# André Olivier
André Olivier (ur. 29 grudnia 1989) – południowoafrykański lekkoatleta, średniodystansowiec.

## Osiągnięcia
- brązowy medal Mistrzostw Świata Juniorów w Lekkoatletyce (bieg na 800 metrów, Bydgoszcz 2008)
- brąz Uniwersjady (sztafeta 4 × 400 metrów, Shenzhen 2011)
- brąz mistrzostw Afryki (bieg na 800 metrów, Porto-Novo 2012)
- 4. miejsce podczas halowych mistrzostw świata (bieg na 800 metrów, Sopot 2014)
- brąz igrzysk Wspólnoty Narodów (bieg na 800 metrów, Glasgow 2014)

W 2012 reprezentował RPA na igrzyskach olimpijskich w Londynie, na których to dotarł do półfinału biegu na 800 metrów.

## Rekordy życiowe
- bieg na 400 metrów – 46,95 (2008)
- bieg na 800 metrów – 1:44,29 (2012)
- bieg na 1500 metrów – 3:39,40 (2009)